# Int (инструкция x86)
Int (interrupt) — инструкция на языке ассемблера для процессора архитектуры x86, генерирующая программное прерывание.

Синтаксис инструкции:
int n ,
где n — номер прерывания, которое будет сгенерировано. Как правило, номер прерывания записывается в виде шестнадцатеричного числа с суффиксом h (от англ. hexadecimal).
Часть прерываний зарезервирована для команд процессора, часть — для команд операционной системы MS-DOS (команды с номерами 20h−5Fh). Например, прерывание int 21h отвечает за доступ к большинству команд MS-DOS; перед тем, как вызвать данное прерывание, в регистр процессора ah должен быть помещен номер требуемой функции.

## Int 3
INT 3 — команда процессоров семейства x86, которая несёт функцию т. н. программного breakpoint, или точки останова. Исполнение команды приводит к вызову обработчика прерывания номер 3, зарезервированного для отладочных целей. В отличие от остальных команд вида INT N, которые кодируются двумя байтами, команда INT 3 кодируется только одним байтом с кодом 0xCC, хотя, конечно, двухбайтная инструкция 0xCD 0x03 тоже будет работать.
Используется главным образом при отладке программ, отладчик может вставлять INT 3 в код отлаживаемой программы в точках останова.